# Oleksandr Jaroslavs'kyj
Oleksandr Vladylenovyč Jaroslavs'kyj (in ucraino Олександр Владиленович Ярославський?; Mariupol', 5 dicembre 1959) è un imprenditore ucraino, in precedenza co-proprietario di UkrSibbank e presidente di FC Metalist Charkiv (2005-2012). È presidente di 
DCH (Development Construction Holding), che comprende istituzioni finanziarie, strutture industriali, in particolare imprese minerarie (ad es. Società mineraria ucraina), società di sviluppo, immobili di lusso (in particolare Vozdvizhenka, il complesso residenziale d'élite di Kiev).
Nel novembre 2018 la Russia ha imposto sanzioni contro 322 cittadini ucraini, incluso Jaroslavs'kyj. È considerato tra le persone più influenti del paese.

## Biografia
Oleksandr Jaroslavs'kyjè nato a Ždanov (ora Mariupol') nel sud della SSR ucraina. Entrambi i suoi genitori erano medici. Alcuni anni dopo, i suoi genitori si trasferirono a Charkiv. Si è laureato come tecnologo presso l'Accademia di nutrizione pubblica di Charkiv e poi ha trascorso 3 anni prestando servizio militare nell'esercito sovietico in Ungheria. Dopo essere stato smobilitato, ha seguito corsi di giurisprudenza forniti dal Ministero degli Affari Interni e ha trascorso un anno lavorando come ispettore presso il Dipartimento di Charkiv contro l'appropriazione indebita di proprietà socialiste (il cosiddetto OBKhSS). Nel 1989 si è laureato presso l'Odesa Institute of Technology in scienze tecniche e ha lavorato presso l'Istituto di tecnologia alimentare di Charkiv. Il crollo dell'Unione Sovietica rappresentò una svolta nella sua carriera.